# Sommer-Paralympics 2008/Teilnehmer (Haiti)
| stlisierte Goldmedaille | stlisierte Silbermedaille | stlisierte Bronzemedaille |
| ----------------------- | ------------------------- | ------------------------- |
| —                       | —                         | —                         |

Haiti nahm mit der Powerlifterin Nephtalie Jean-Louis an den Sommer-Paralympics 2008 im chinesischen Peking teil, die auch Fahnenträgerin beim Einzug der Mannschaft war. Jean-Louis nahm am Wettbewerb der Frauen bis 44 kg teil, gewann jedoch keine Medaillen.

## Teilnehmer nach Sportarten

### Powerlifting (Bankdrücken)
Frauen
- Nephtalie Jean-Louis